# Plesiocleidochasma perspicuum
Plesiocleidochasma perspicuum är en mossdjursart som först beskrevs av Hayward och Cook 1983.  Plesiocleidochasma perspicuum ingår i släktet Plesiocleidochasma och familjen Phidoloporidae. Inga underarter finns listade i Catalogue of Life.